# 가와하라 소
가와하라 소(일본어: 河原 創, 1998년 3월 13일 ~ )은 일본의 축구 선수로 포지션은 미드필더이며 현재 J1리그 가와사키 프론탈레 소속이다.

## 구단 경력
그는 2020년 J3리그의 로아소 구마모토에 입단했다. 2021년 J3리그 우승으로 J2리그로 승격했다. 2022년까지 104경기에 출전하여, 5득점을 넣었다. 2023년 J1리그의 사간 도스로 이적했다. 2024년까지 60경기에 출전하여, 2득점을 넣었다. 2024년 8월 가와사키 프론탈레로 이적했다.